# Simone Wendler
Simone Wendler (* 1955 in Cottbus) ist Chemikerin und Journalistin. Bis zu ihrem Ruhestand war sie Chefreporterin der Lausitzer Rundschau.

## Leben
Wendler studierte nach ihrem Abitur Chemie mit Diplomabschluss und arbeitete bis 1990 in diesem Beruf, über viele Jahre im Fleischkombinat, 1984 wechselte Wendler ins Labor des Krankenhauses. 1989 übernahm sie die Pressearbeit der SDP, die sich später der SPD anschloss. Nach der politischen Wende 1989 berichtete sie für den Berliner Tagesspiegel als Journalistin aus Südbrandenburg. 1997 bis 2000 arbeitete sie als freiberufliche Journalistin, für Tageszeitungen und den öffentlich-rechtlichen Rundfunk. Zum 1. Oktober 2000 wurde sie Chefreporterin der Lausitzer Rundschau in Cottbus.
In der DDR wurde sie im Operativen Vorgang Poet bespitzelt weil vermutet wurde, sie könnte zum „Werkzeug des Klassenfeindes“ werden.

## Untersuchung einer Korruptionsaffäre
Im November 2000 empfing Wendler ein Paket ohne Absender. Auf Grundlage der darin enthaltenen Papiere veröffentlichte sie am 29. November 2000 den Artikel „Filz und Korruption in Cottbus?“ Demnach hatten führende Mitarbeiter der städtischen Gebäudewirtschaft GWC über Jahre bei der Vergabe von Aufträgen bestimmte Unternehmen bevorzugt, städtische Immobilien waren ohne öffentliche Ausschreibung verkauft worden und Politiker hatten profitiert oder weggesehen. Nach Ansicht von Wendler hing das mit nachwirkenden kriminellen MfS-Cliquen zusammen.
Wendler wurde bedroht, auch soll ein Stein durch die Scheibe ihres Wohnzimmers geworfen worden sein. Die Polizei hatte Ermittlungen aufgenommen.
Es entbrannte ein Zeitungskrieg von Cottbus, von einer Verleumdungskampagne und von Lausitzer Verhörspiele[n] war die Rede. Für ihren Versuch der Vermittlung des Wertes von Pressefreiheit wurde sie mit zwei Journalistenpreisen ausgezeichnet. Für die Unterschlagung von Akten wurde ein GWC-Mitarbeiter verurteilt. Die Handelskammer räumte Fehler ein. Es kam zu Kündigungen bei der GWC.

## Auszeichnungen
- 2002: Preis für die Freiheit und Zukunft der Medien[8]
- 2002: Wächterpreis der deutschen Tagespresse für die Untersuchung einer Korruptionsaffäre bei einem Unternehmen der Stadt Cottbus
- 2013: Der lange Atem des JVBB für ihre beharrlichen Recherchen über Rechtsextremismus in ihrer Region[9]